# Montastruc (Tarn y Garona)
 Montastruc  es una población y comuna francesa, en la región de Mediodía-Pirineos, departamento de Tarn y Garona, en el distrito de Montauban y cantón de Lafrançaise.

## Demografía
| 257 | 253 | 206 | 189 | 209 | 217 |
| Para los censos de 1962 a 1999 la población legal corresponde a la población sin duplicidades (Fuente: INSEE [Consultar]) |     |     |     |     |     |